# أنطونيو تراباني
أنطونيو تراباني (بالإيطالية: Antonino Trapani)‏ هو لاعب كرة قدم إيطالي في مركز حراسة المرمى، ولد في 29 مايو 1952 في باليرمو في إيطاليا. لعب مع نادي باليرمو ونادي فاريسي ونادي كاتانزارو.